# نمو الأنسجة

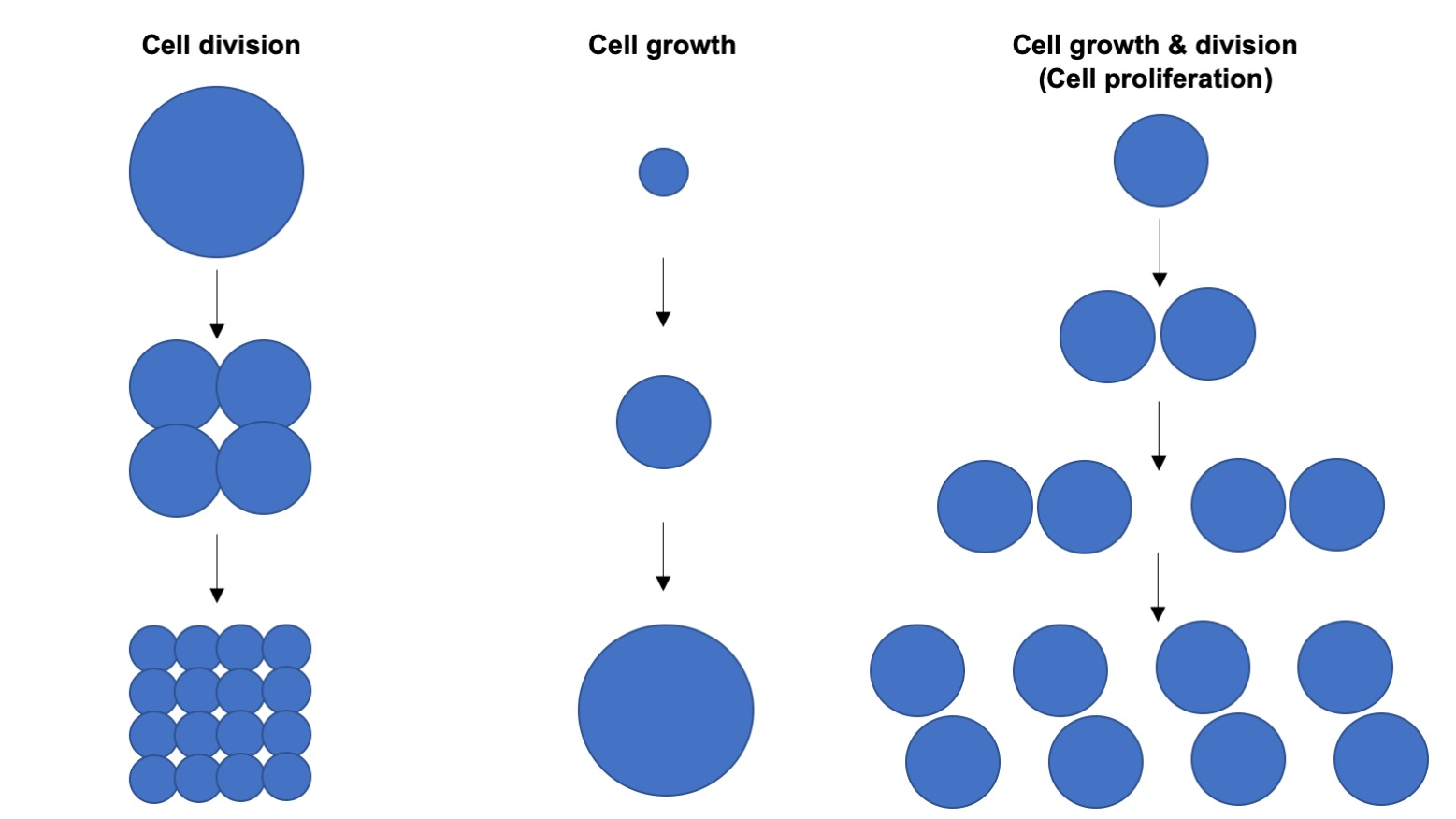
نمو الخلايا وانقسامها وتكاثرها

نمو الأنسجة (بالإنجليزية: Tissue growth)‏ هو العملية التي من خلالها يزيد النسيج الحيوي من حجمه. في الحيوانات، يحدث نمو الأنسجة أثناء التطور الجنيني، والنمو بعد الولادة ، وتجديد الأنسجة. المبدأ الخلوي الأساسي لنمو الأنسجة هو عملية تكاثر الخلايا، والتي تتضمن نمو الخلايا وانقسامها بشكل متوازٍ.   
إن كيفية التحكم في تكاثر الخلايا أثناء نمو الأنسجة لتحديد حجم الأنسجة النهائي هو سؤال مفتوح في علم الأحياء. نمو الأنسجة غير المنضبط هو سبب للسرطان .
يمكن أن تؤثر المعدلات التفاضلية لتكاثر الخلايا داخل العضو على نسب الخلايا، كما يمكن توجيه انقسامات الخلية ، وبالتالي يساهم نمو الأنسجة في تشكيل الأنسجة جنبًا إلى جنب مع الآليات الأخرى لتشكيل الأنسجة.